# Геше
Геше́ (тиб. དགེ་བཤེས, Вайли dge bshes; монг. гэвш, бур. гэбшэ — «гэбши́», гэ́бчи; сокр. от тиб. гевэ шеньен — «друг добродетели», калька с санскр. кальянамитра) — буддийская монашеская учёная степень. Присуждается в монастырях школ Гелуг, Сакья и Бон[8].

## История
Впервые титула геше стали удостаиваться знаменитые наставники школы Кадам, такие как геше Чекава Еше Дордже (1102—1176), составивший авторитетный текст по практике лоджонг, известный как «Семеричное воспитание ума», и геше Лангри Тангпа (dGe-bshes gLang-ri Thang-pa, 1054—1123).
Программа обучения геше представляет собой адаптацию предметов, изучавшихся в индийских буддийских университетах, таких как Наланда. Все предметы представляли собой различные тематические разделы Кангьюра. В Тибете эта программа впервые появляется в школе Сакья под именами ка-ши («четыре предмета») и ка-чу («десять предметов»), по прохождении которой степень присуждалась по результатам ритуализованных дебатов. Ко временам Цонкапы её можно было получить в монастырях Сангпу, Кьормолун и Дэвачен.
Под влиянием Сакьи и Гелуг традиции Кагью и Ньингма также выработали свои системы учёного образования. В этих школах присуждается степень ка-рабджампы («ясный знаток писаний»), а также титул кхэнпо («знаток»; в монгольском произношении — хамбо), приобретший в Гелуг значение настоятеля. Обучение в этих школах строилось не вокруг дебатов, как в Гелуг, а на основе составления комментариев, привлекающих как можно больше классических трудов. Обычно обучение занимало девять лет, включая трёхлетний затвор.

## Программа
Программа подготовки геше состоит из пяти основных предметов программы и главных трактатов по ним:
1. Праманаварттика (pramāṇa Вайли: tshad-ma)
  - Компендиум достоверного познания (Pramāṇasamuccaya), Дигнага
  - Трактат о достоверном познании (Pramāṇavarttika), Дхармакирти
2. Праджняпарамита (Вайли: phar-phyin)
  - Украшение чистого осознания (Abhisamayālaṃkāra), Майтреянатха
  - Вступление на путь бодхисаттвы (Bodhisattvacaryāvatāra, Вайли: sPyod-‘jug), Шантидэва
3. Мадхъямака (Срединность, Вайли: dbu-ma)
  - Основоположение Срединности (Mūlamadhyamakakārikā, Вайли: rTsa dbu-ma), Нагарджуна
  - Четырёхсотница (Catuḥśataka), Арьядева
  - Введение в Срединность (Madhyamakāvatāra, Вайли: dBu-ma-la ‘Jug-pa), Чандракирти
  - Украшение Срединности (Madhyamakālaṃkāra), Шантаракшита
  - Вступление на путь бодхисаттвы (Bodhisattvacaryāvatāra, Вайли: sPyod-‘jug), Шантидэва
4. Абхидхарма (Высшее знание, Вайли: mdzod)
  - Компендиум высшего знания (Abhidharma Samuccaya), Асанга
  - Сокровищница высшего знания (Abhidharma Kośa), Васубандху
5. Виная (vinaya, Вайли: 'dul-ba)
  - Корень обетов (Vinaya-mūla-sūtra, Dülwa Do Tsawa, Вайли: dul-ba mdo rtsa-ba), Гунапрабха

## Присуждение степени
Программа Гелуг, требующая от 12 до 20 лет, основана на запоминании текстов и ритуализованных дебатах. Ежегодно по завершении обучения устраиваются экзаменационные дебаты, курируемые настоятелем данного училища. Тема дебатов выбирается из пройденных предметов настоятелем непосредственно перед состязанием, так что кандидаты не имеют возможности предварительной подготовки.

### Габджу
После изучения всего цанида, включающего также и тантрический раздел, геше может, выдержав состязание по всем его предметам, получить звание габджу (тиб. བཀའ་བཆུ།, Вайли bka' bchu; монг. гавж, бур. габжа — «габжа́»). Большая часть габджу после получения титула приступала к углублённому занятию каким-либо одним предметом.  Степени габджу соответствует дорампа (присуждалась в монастыре Лавран) или лхарампа (присуждалась в Лхасе).

## Внешние ссылки
- Ценшаб Серконг Ринпоче II. Обзор монастырской образовательной системы в традиции гелуг
- Цыбиков Г. Ц. Устройство и управление главнейших монастырей в окрестностях Лхасы. // Избранные труды. Буддист-паломник у святынь Тибета. Новосибирск, 1991. С. 152-154 (недоступная ссылка)
- Тензин-лхарамба. Система образования школы Гелугпа. // Открывающий глаза. Приложение к журналу «Мигжед» БРОО Тибетский культурный центр «Ринпоче-багша». Май, 2001. С. 13
- Ваджранатха (Джон Рейнольдс). Буддам несть числа как звёздам на небесах